# ザールルイ
ザールルイ（ドイツ語: Saarlouis）は、ドイツザールラント州・ザールルイ郡の都市。ザール川沿いにあり、1680年に要塞として建設された。フランス王ルイ14世にちなんで名付けられた。フランス語読みではサールルイ（フランス語: Sarrelouis）。

## 歴史

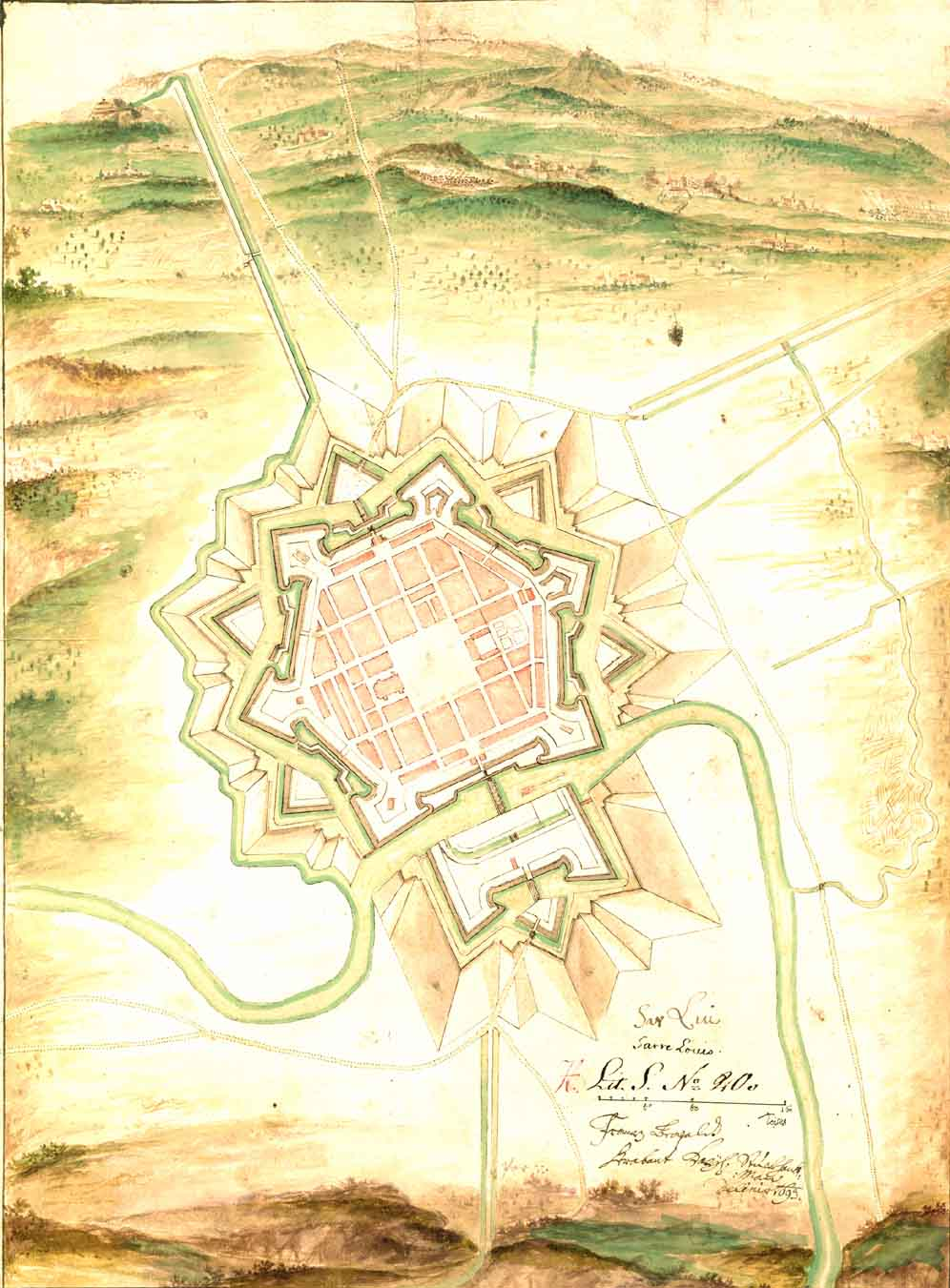
1693年に描かれたザールルイ要塞

1678年から1679年にかけてのナイメーヘンの和約により、ロレーヌ地方（ロートリンゲン地方）はフランスに帰した。1680年、ルイ14世はザール川右岸に防衛施設を建設するよう命令を下し、これをサールルイと呼んだ（新たに獲得したフランス領ザールを守るため）。フランスの高名な軍事技師ヴォーバンは、市とそれを取り囲む稜堡式要塞を建設した。その都市計画は、初代知事となったトマ・ド・ショワジーが担当した。
1683年、ルイ14世は要塞を訪れ、紋章を授けた。紋章には、朝日と3つのフルール・ド・リス（Fleur-de-lis）が描かれている。都市のモットーはDissipat Atque Fovet（太陽は雲と大地の熱を四散させる）である。
1697年、レイスウェイク条約により、ロレーヌの大部分がフランスから再度独立した。しかし、サールルイとその周辺地帯はフランスの飛び地として残った。
フランス革命の最中、王の名を冠した名を革命政府が嫌い、町はサール＝リーブル（Sarre-Libre、Libreは自由の意）と改名されたが、1810年に再びサールルイの名に戻された。1815年のパリ条約により、サールルイ（地域全体はのちにザールゲビートSaargebietとして知られるようになる）はプロイセン王国領となった。
第一次世界大戦後、フランス軍がサールルイを占領した。ザール地方は、15年に渡り国際連盟の管理地域となった（ザール (国際連盟管理地域)）。1933年、相当な人数の反ナチス・ドイツ人がザールへ逃げ込んだ。そこはドイツでありながら、唯一第三帝国の支配が及ばない地域であった。その結果、反ナチス・グループは、ヒトラーのドイツ支配と同様の長い期間、国際連盟保護下のザールラントで盛んに活動を続けたのである。しかし、フランスに対する長い間の愛着が浸食され、表だって親フランスである者は少数であった。15年間の管理時代が終わり、フランスへの帰属の是非を問う住民投票が1935年1月13日にザールラントで行われた。その結果、90.3％がドイツ帰属に賛成した。
1936年から1945年、ザールルイはザールラウテルン（Saarlautern、ラウテルンとはドイツ語で「町村」を示す言葉に通常使われる）と改名していた。これは、ナチスによる市名のドイツ語化の試みであった。
第二次世界大戦後、ザールラントと呼ばれていた地域は、再度フランスに占領された。1955年に住民投票が行われ、ザールラント州住民の多くがフランス支配からの解放、そしてドイツ連邦共和国への再編入を決定した。1957年1月1日、こうして西ドイツに10番目の州が誕生したのである。
1980年、ザールルイは市建設300周年を祝った。

## 要塞
今日ですら、17世紀の防衛施設（星形要塞）は市の6角形のかたちをした市街図の周囲を占めている。ヴォーバンによってつくられた建物に並行して、プロイセンがザールルイを獲得してから建てられた19世紀からの建物も一部見られる。1887年以降、要塞の一部は手入れされなくなった。しかし、砲郭、わずかな兵舎、司令官室のある大マルクト、ヴォーバン島、ミシェル・ネイを記念した元半月塁などが、今日も見られる。

## 経済とインフラストラクチャー
ザールルイは、鉄鋼生産、鉱物採掘業の生産地と近接していることで有名である。現在、フォード・モーターは市最大の雇用主で、フォード・フォーカス、フォードC-マックスを生産している。2009年度からはFord Kugaの生産が始まる。郊外のローダーベルクにあるフォード工場は、世界中にあるフォード工場の中で能率的なものの一つである。

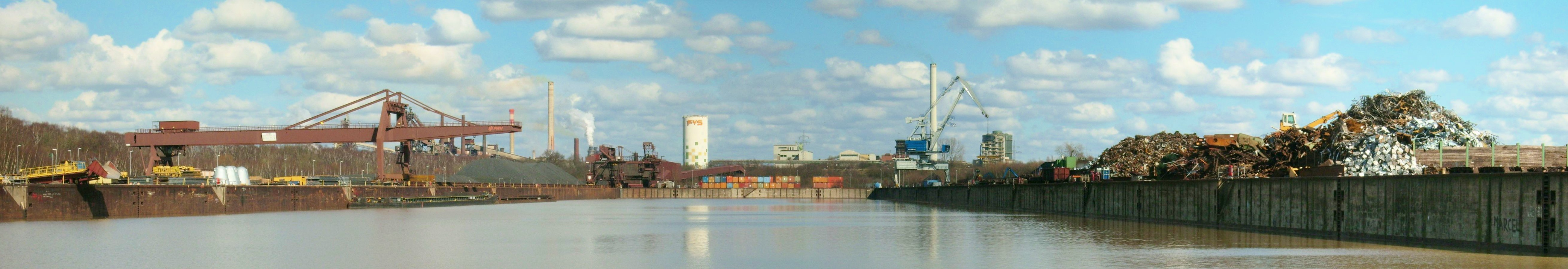
ザールルイ/ローデンの川港

ザールルイ＝ローデンにある工業港は、ドイツ第8位の大規模内陸港である。
市はフランスから車でわずか20分の距離にある。そしてルクセンブルク市からは45分の距離である。州都ザールブリュッケンとはアウトバーンBundesautobahn 620でつながり、ルクセンブルクとはBundesautobahn 8でつながっている。

## 姉妹都市
- フランス・サン＝ナゼール
- ドイツ・アイゼンヒュッテンシュタット - 初の東西ドイツ間の姉妹都市協定
- ニカラグア・マティグアス
- ポーランド・ボフニャ

## 著名な出身者
- ミシェル・ネイ - フランス元帥、ナポレオン側近の一人
- パウル・フォン・レットウ＝フォルベック - 陸軍少将
- オットー・シュニーヴィント - 海軍上級大将
- オスカー・ラフォンテーヌ - 政治家、元ドイツ社会民主党（SPD）党首、ゲアハルト・シュレーダー政権蔵相
- フロリアン・ミュラー - サッカー選手

## ギャラリー

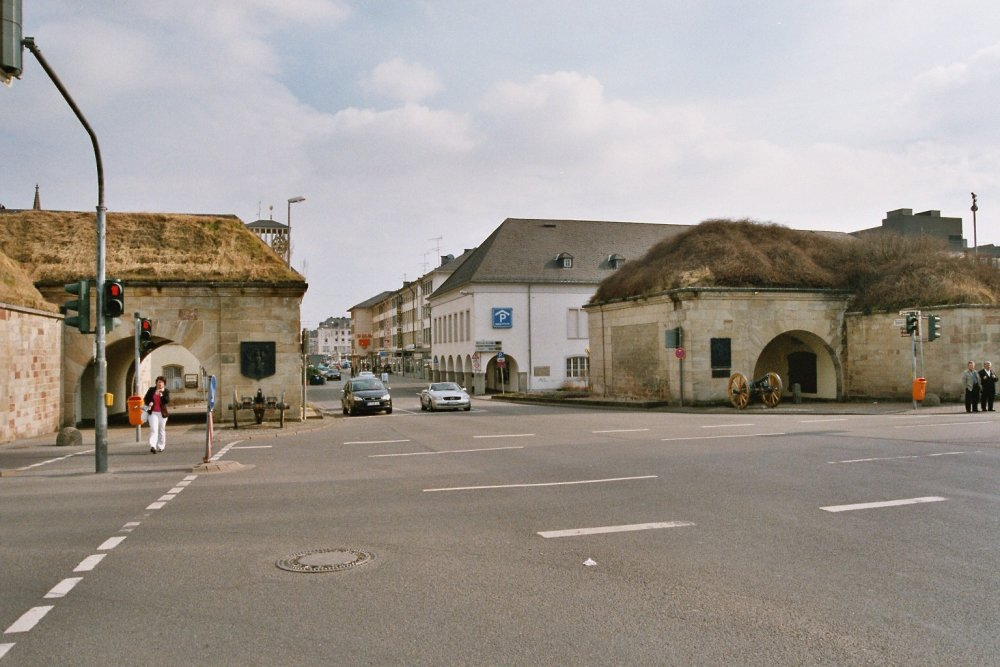
ドイツ門
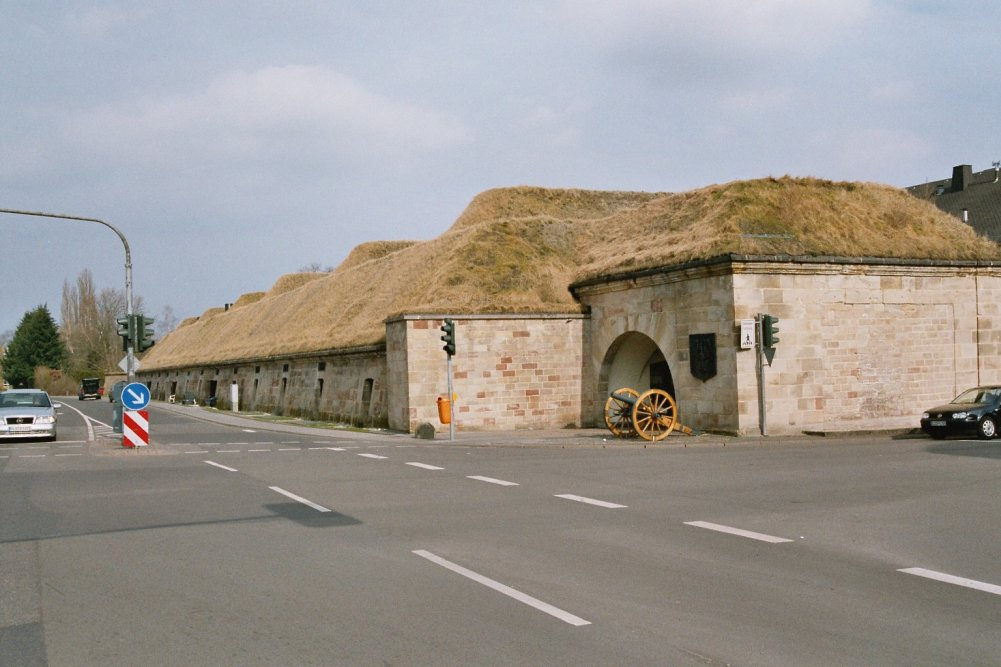
砲郭
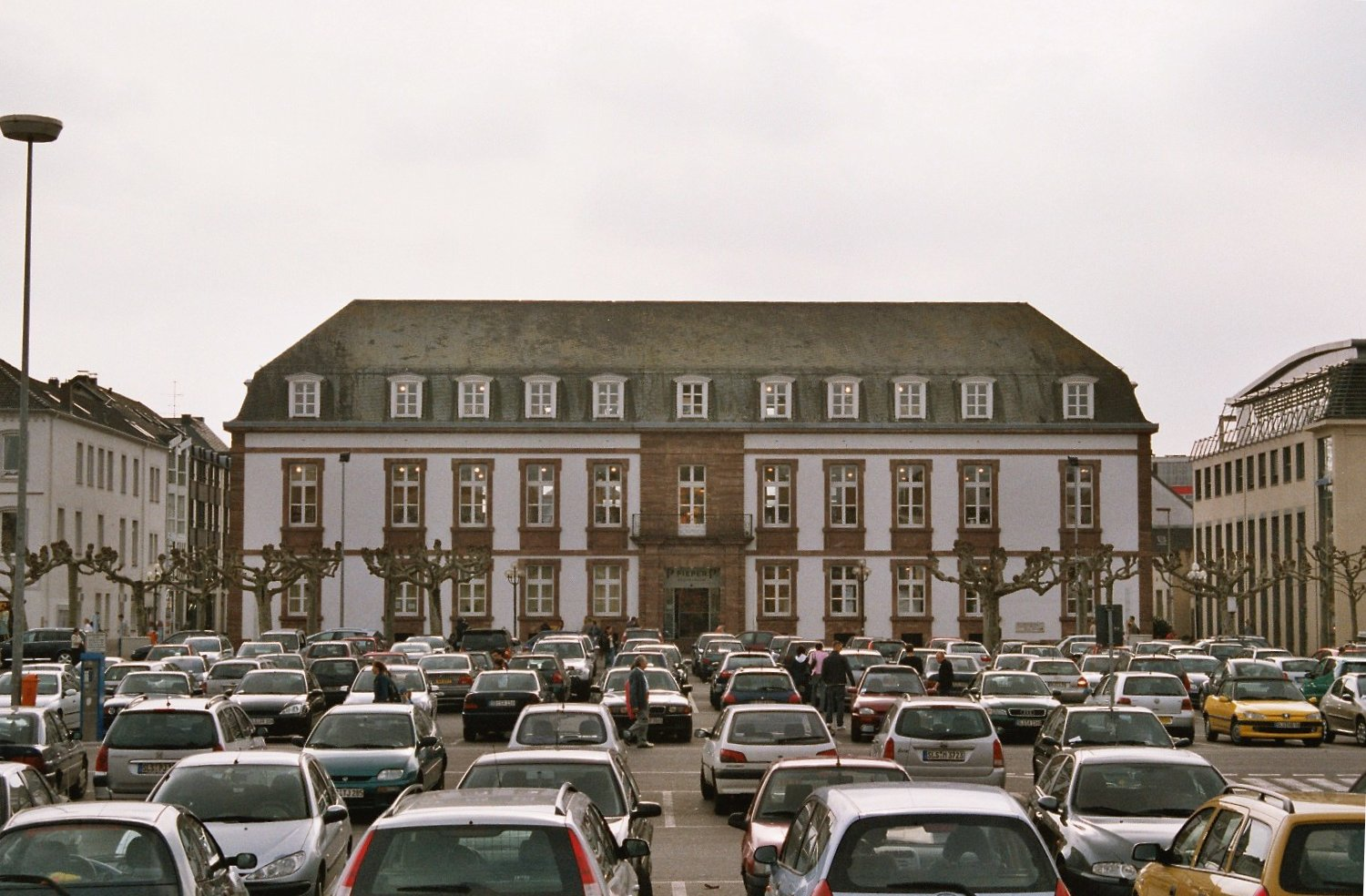
司令官執務室と大マルクト
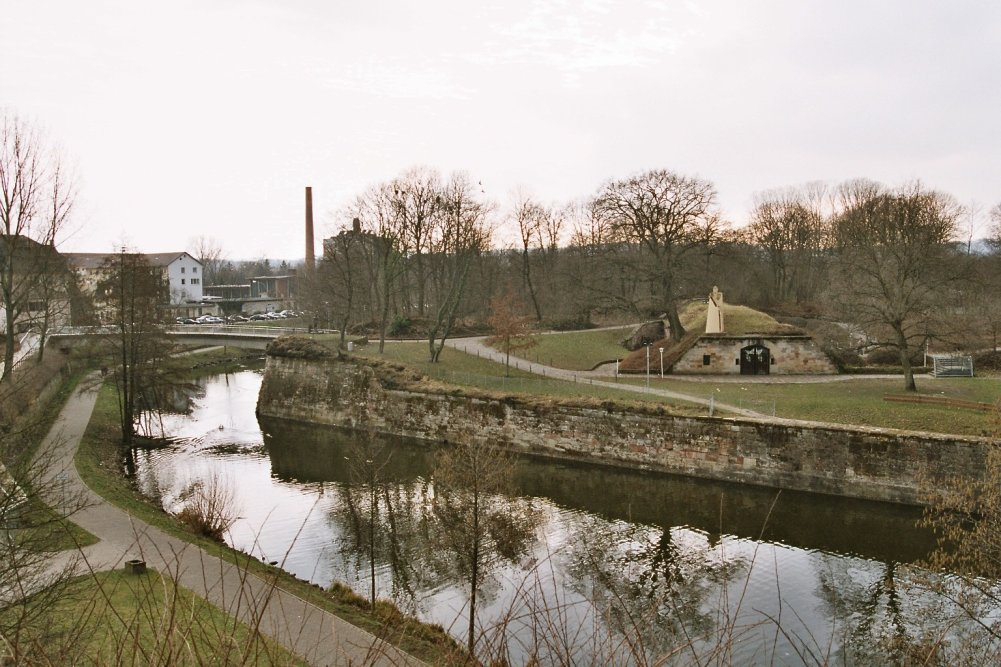
ヴォーバン島とミシェル・ネイ記念碑
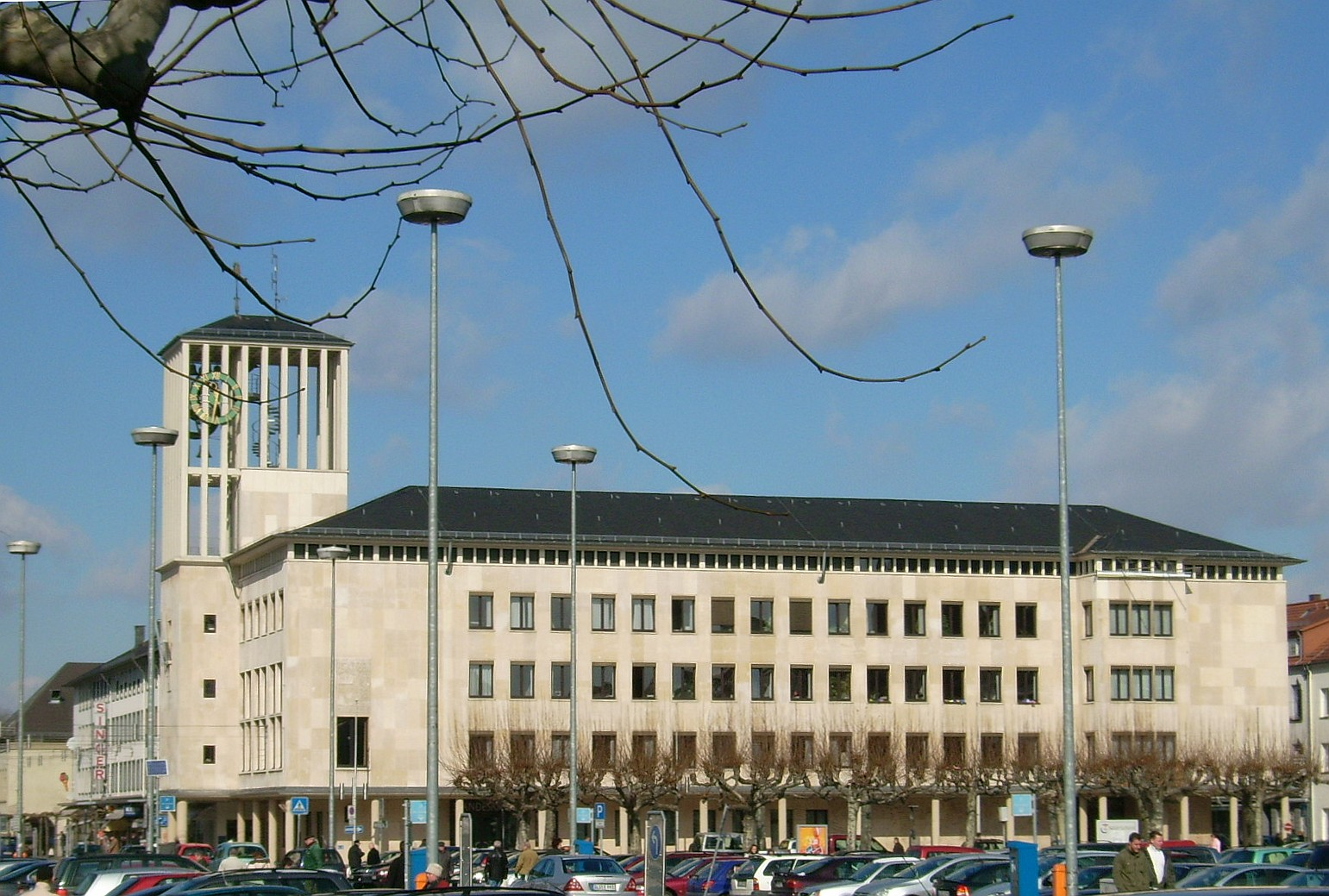
市庁舎
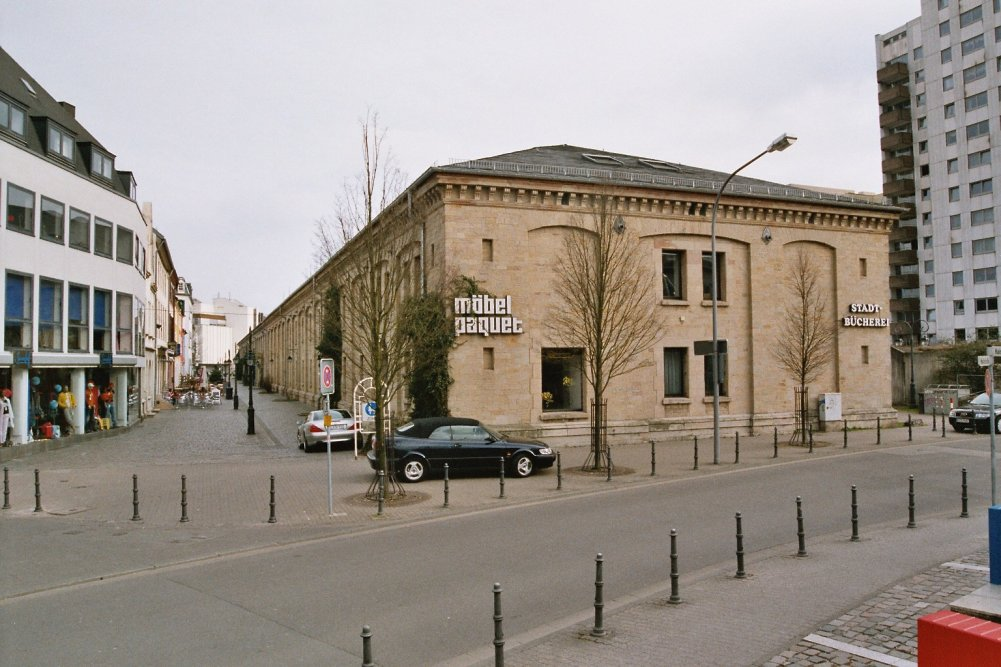
第6兵舎（現在は博物館と公立図書館）
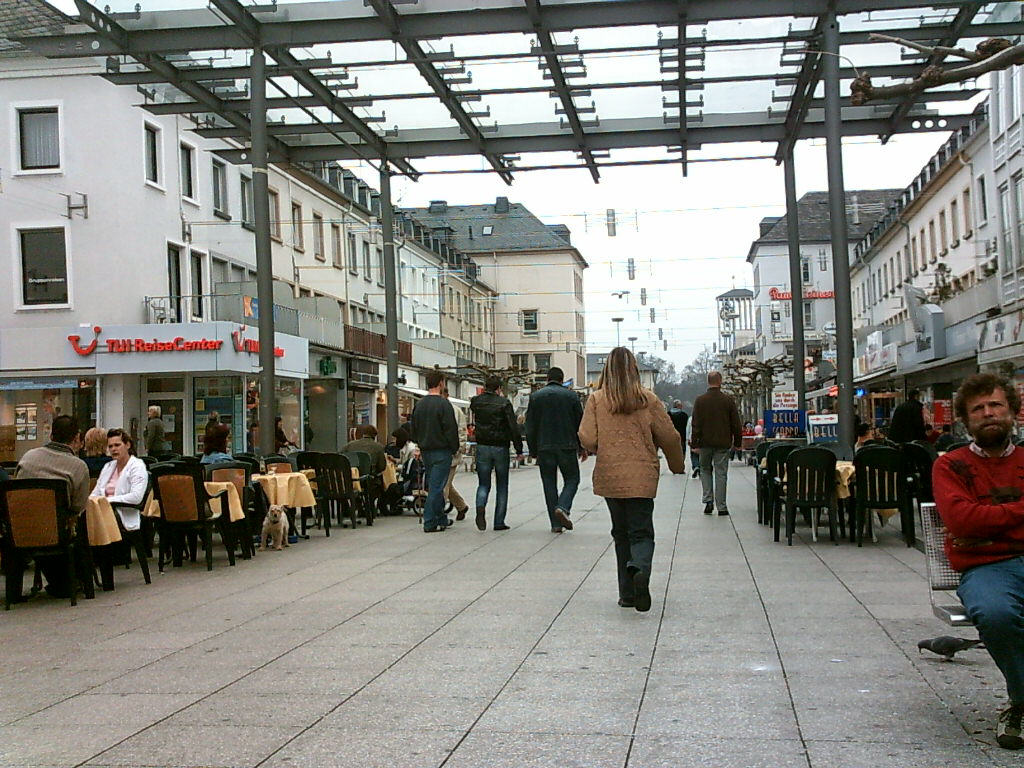
フランス通り（Französische Straße）、現在は遊歩道
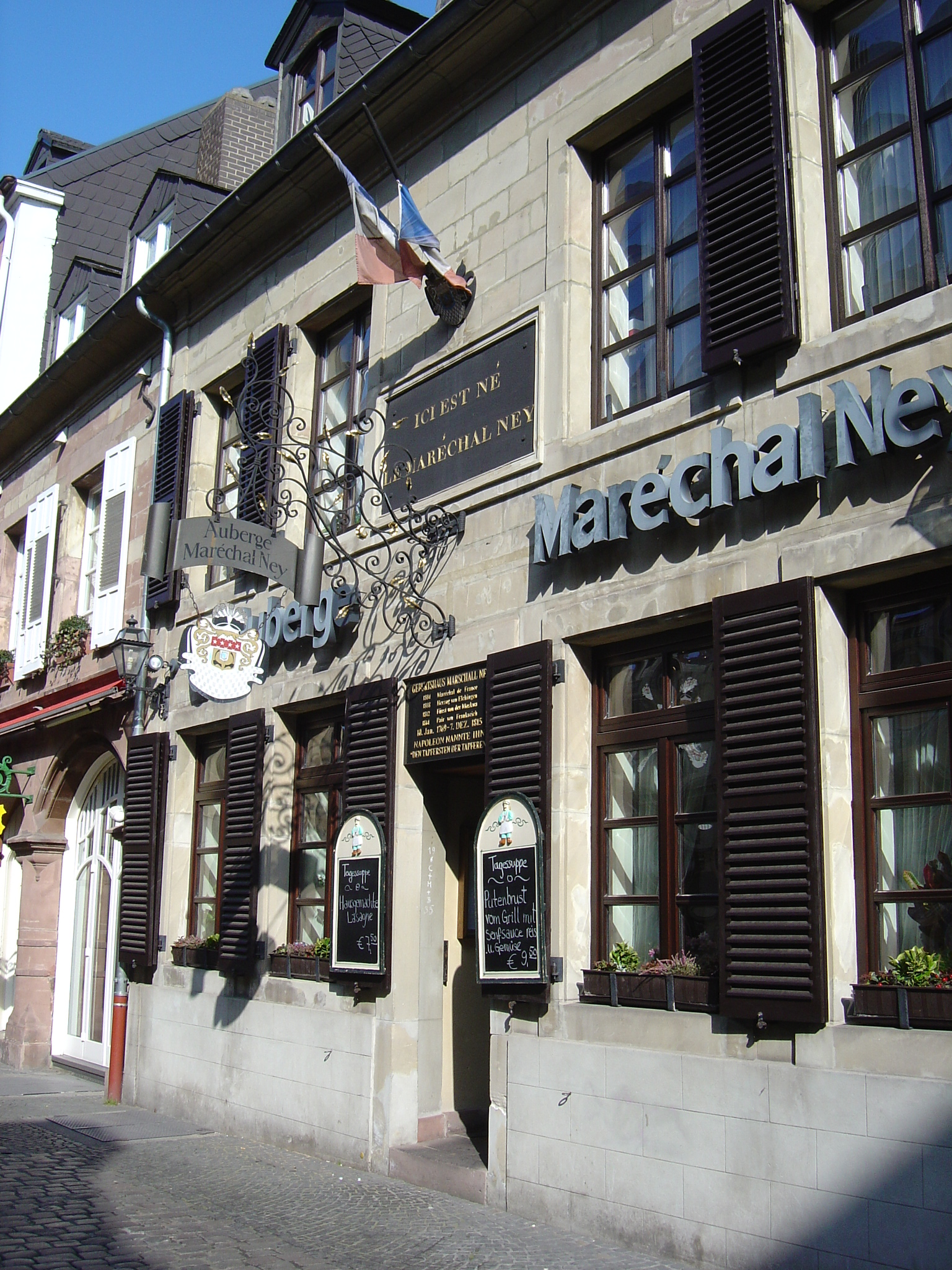
ミシェル・ネイ生誕地、現在はイタリア料理レストラン
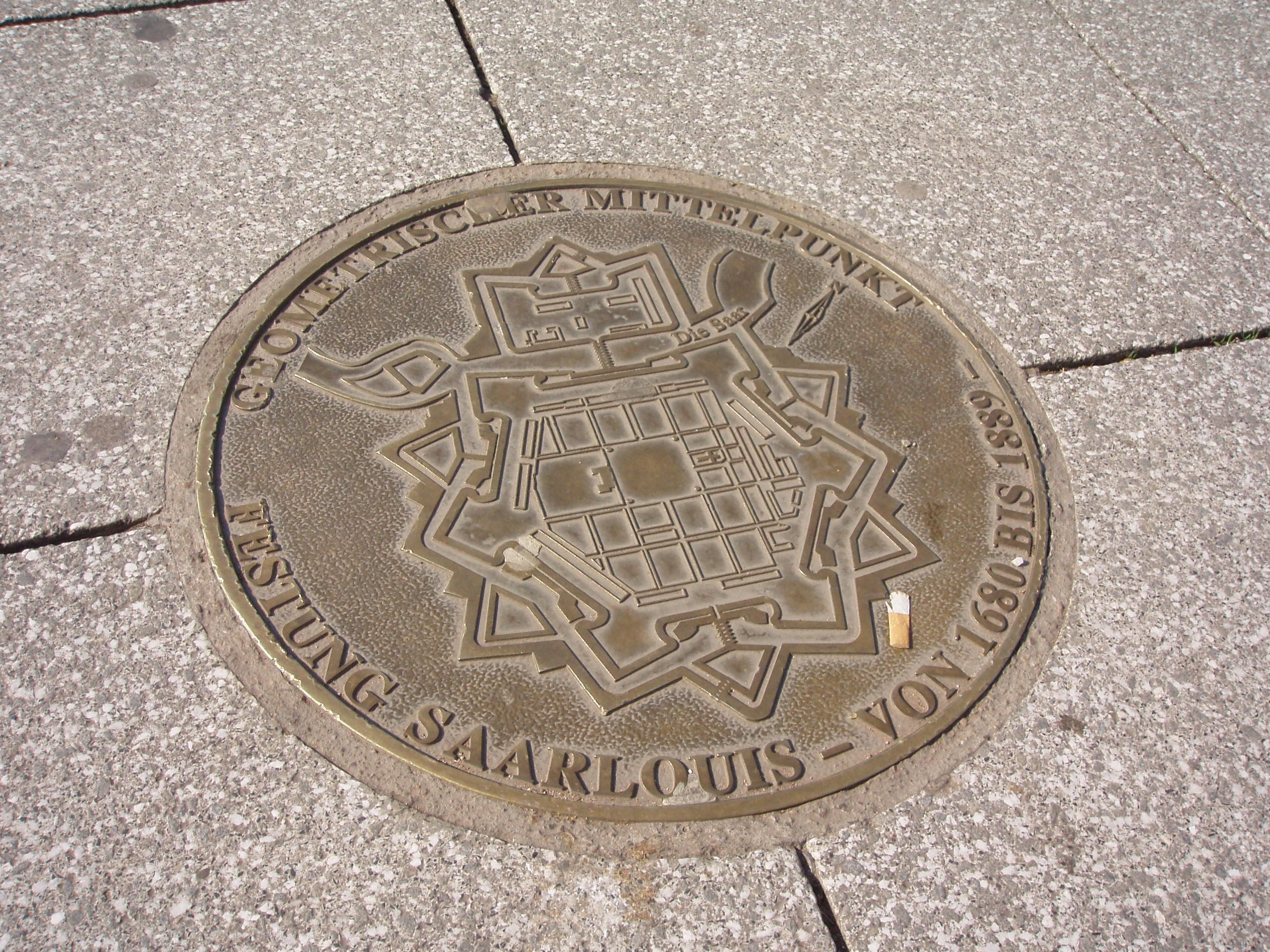
地理上のザールルイの中心を示す印

## 引用
1. ↑  Saarland.de – Amtliche Einwohnerzahlen Stand 31. Dezember 2023